# И Тин За Маун
И Тин За Маун (бирм. အိသဉ္ဇာမောင်, род. 11 сентября 1994, Мьянма) — бирманская активистка и политик. Она действующий заместитель министра по делам женщин, молодёжи и детей правительства национального единства.
Вошла в список Time 100 за 2021 год вместе с активисткой Эстер Зе Но.

## Ранняя жизнь и карьера
И Тин За Маун родилась 11 сентября 1994 года. Она получила диплом по иностранному языку в Мандалайском университете.

## Политическая карьера
И Тин За Маун была активисткой с 2012 года, занимаясь проблемами меньшинств, и вступила во Всебирманскую федерацию студенческих союзов.
6 марта 2015 года в Летпадане И Тин За Маун была арестована полицией во время акции протеста против внесения поправок в Закон Мьянмы об образовании 2014 года. В тот же день она была освобождена. Она была повторно арестована 10 марта и заключена в тюрьму Таявадди. Освободилась в 2016 году, в том же году, когда она председательствовала на Студенческой генеральной ассамблее. Позже занимала пост президента студенческого союза Университета Яданабон.
Участвовала в выборах в Пабедане от «Демократической партии за новое общество» на выборах 2020 года, но не была избрана. Была одним из первых лидеров протестов, начавшихся через пять дней после военного переворота в феврале 2021 года.

## Награды
В 2022 году И Тин За Маун получила Международную женскую премию за отвагу от Государственного департамента США.